# Kambilo
Kambilo is een bestuurslaag in het regentschap Bima van de provincie West-Nusa Tenggara, Indonesië. Kambilo telt 2010 inwoners (volkstelling 2010).